# Noctua warreni
Noctua warreni – gatunek motyla z rodziny sówkowatych.
Gatunek ten opisany został po raz pierwszy w 1987 roku przez Martina Lödla. Jako miejsce typowe wskazano Platraes na Cyprze. Epitet gatunkowy nadano na cześć lepidopterologa Williama Warrena.
Motyl osiągający od 36 do 45 mm rozpiętości skrzydeł. Tło wierzchu skrzydła przedniego bywa szarawobrązowe, jasnorudobrązowe, gliniaste z marmurkowaniem lub ciemnoszare. Plamy okrągła i nerkowata mogą być koloru tła lub ciemniejsze, aż po niemal czarne. U osobników ciemniejszych przepaski zewnętrzna i falista są jasnoszare, u jaśniejszych zaś przepaska zewnętrzna często rozbita jest na szereg czarniawych kropek. Wierzch skrzydła tylnego jest pomarańczowożółty z nieregularną, ciemnobrązową przepaską falistą i ciemną plamką dystalną. Spód skrzydeł jest częściowo rudobrązowo podbarwiony. Samiec ma walwę w części dosiebnej szeroką i grzbietowo wygiętą, u wierzchołka zaś lekko zakrzywioną i zwężoną, ampullę smukłą i zakrzywioną, krótki edeagus oprószony w części nasadowej i delikatnie granulowany w środkowej oraz duże, stożkowate ciernie bez pólka drobnych kolców w sąsiedztwie. Samica ma torebkę kopulacyjną o pozbawionym znamienia korpusie i wyraźnie od niego wyodrębnionej szyjce ze zesklerotyzowanymi zmarszczkami. Przewód torebki jest niemal dwukrotnie dłuższy od szyjki, w dosiebnej części nierozdęty, w doogonowej głównie zesklerotyzowany, z krótkim odcinkiem błoniastym.
Owad palearktyczny, endemiczny dla Cypru.